# Abschleppen

Versetztes Fahren beim Abschleppen – auch der Fahrer des abgeschleppten Wagens hat Sicht auf die Straße

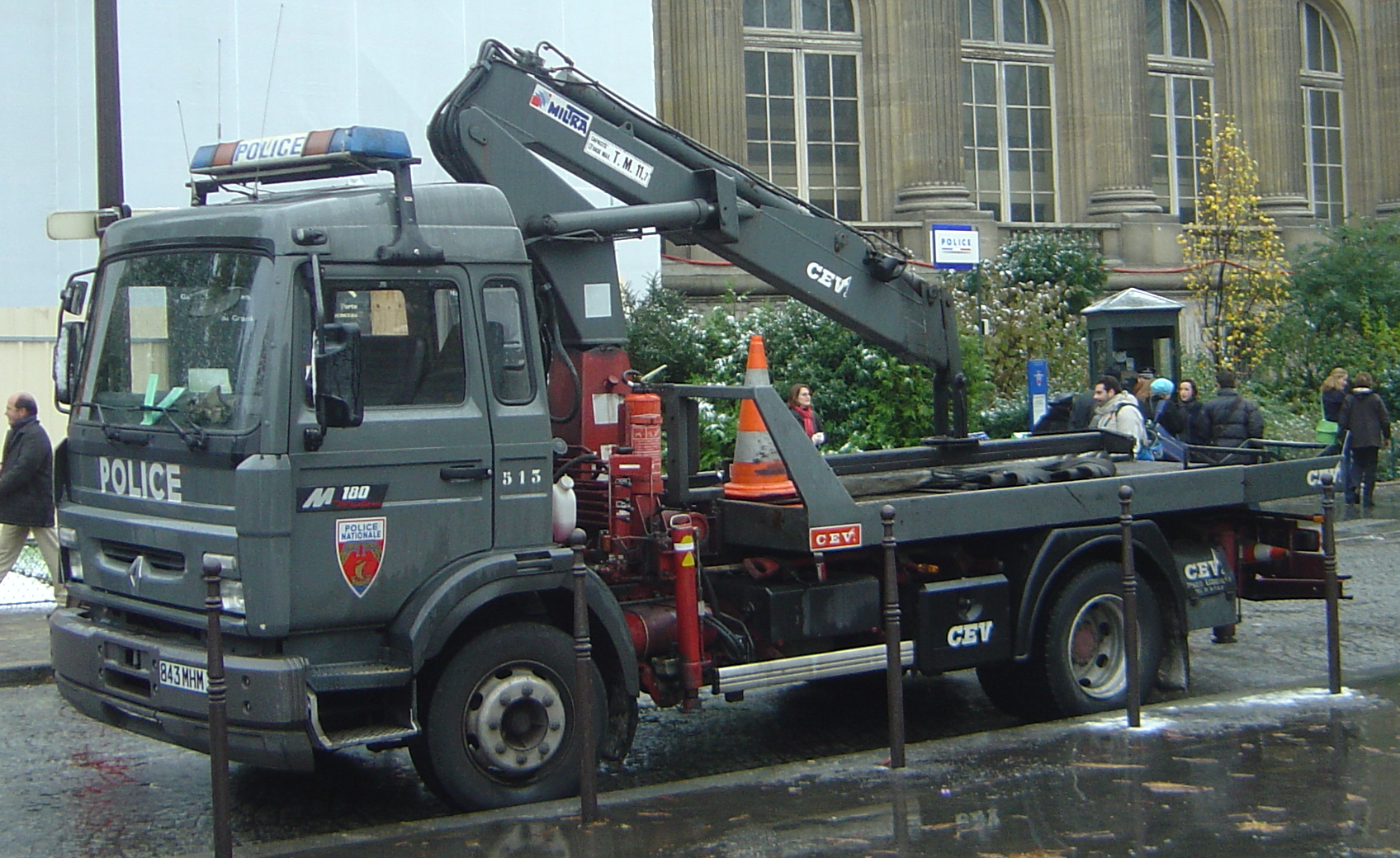
Umsetz- bzw. Bergefahrzeug
der Police Nationale (Paris)

Unter Abschleppen versteht man das Ziehen eines betriebsunfähigen Kraftfahrzeugs mit Hilfe eines anderen Kraftfahrzeugs als kurzfristige Nothilfemaßnahme. Zum Verbinden der beiden Fahrzeuge wird ein Abschleppseil, eine Abschleppstange oder eine Abschleppachse benutzt. Im Straßenverkehr wird zwischen Schleppen und Abschleppen unterschieden, ebenso im Eisenbahnwesen. In der Schifffahrt und in der Luftfahrt ist nur der Begriff Schlepp üblich.

## Schleppung/Schleppen
Es wird zwischen Schleppen (fahrbereites oder nicht fahrbereites Fahrzeug) und Abschleppen (nicht fahrbereites Fahrzeug i. V. m. Nothilfe) unterschieden.
Abschleppen (§ 15a StVO) ist das Ziehen eines liegengebliebenen Fahrzeuges im Rahmen der Nothilfe mit dem Ziel der Ortsveränderung zur
- Behebung der Betriebsunfähigkeit,
- Verwertung des Fahrzeuges,
- Vernichtung des Fahrzeuges.

Betriebsunfähigkeit infolge nicht behebbarer technischer Mängel liegt vor, wenn die betriebssichere oder bestimmungsgemäße Verwendung nicht mehr möglich ist und diese auch nicht vor Ort ohne größeren Aufwand wiederhergestellt werden kann. Der Nothilfegedanke impliziert, dass ein Abschleppen vom Pannenort nur zu bestimmten Zielorten auf kürzestem Weg zulässig ist. Zu diesen Zielorten gehören die nächste geeignete Werkstatt, ein nahegelegener Standort oder Verschrottungsbetrieb oder der nächste Verladebahnhof. Entfernungen bis 45 km werden teilweise als zu weit gesehen, weil es dann an dem Notgesichtspunkt fehlt. Ist die Entfernung zu groß, muss das Kfz verladen werden. Der Lenker des abzuschleppenden Fahrzeuges braucht keine Fahrerlaubnis (§ 6 Abs. 1 letzter Satz FeV), er muss nur das Mindestalter aus § 10 Abs. 3 FeV erfüllen (15 Jahre). Der Ziehende benötigt die Fahrerlaubnis des abschleppenden Kfz (§ 6 Abs. 1 letzter Satz FeV). Das Abschleppen gilt als ordnungsgemäß durchgeführt, wenn ein Abschleppseil oder eine dafür vorgesehene Abschleppstange (DIN 1756) benutzt wird. Wenn dies nicht der Fall ist, wird ein Bußgeld in Höhe von 25 € fällig.
Als Anschleppen bezeichnet man den Vorgang, der unter Ausnutzung der Triebkraft des ziehenden Fahrzeuges den Motor des gezogenen Fahrzeuges zum Anspringen bringen soll. Das Anschleppen ist somit als Sonderfall des Abschleppens zu betrachten.
Schleppen ist das Mitführen eines betriebsfähigen oder betriebsunfähigen Kraftfahrzeuges auf dessen eigenen Rädern hinter einem anderen Kfz, sofern es sich nicht um ein Abschleppen handelt. Grundsätzlich dürfen zwar Fahrzeuge, die nach ihrer Bauart zum Betrieb als Kfz bestimmt sind, nicht als Anhänger betrieben werden, die Verwaltungsbehörde kann jedoch Ausnahmen genehmigen. Näheres regelt § 33 StVZO. Unterschieden wird in vom Straßenverkehrsamt genehmigtes und in ungenehmigtes Schleppen. Beim genehmigten Schleppen ist eine Ausnahmegenehmigung gemäß § 33 Abs. 1 StVZO des zuständigen Straßenverkehrsamtes mitzuführen und auf Verlangen auszuhändigen.
Der Lenker des gezogenen Fahrzeugs braucht eine Fahrerlaubnis für das gezogene Fahrzeug (§ 33 Abs. 2 Satz 1 StVZO). Der Fahrer des ziehenden Kraftfahrzeugs benötigt aber die Fahrerlaubnis, die sich aus den Gewichten der Fahrzeuge ergibt (siehe § 6 FeV), häufig also die Klasse BE (beachte Fahren ohne Fahrerlaubnis nach § 21 StVG).
Beim Abschleppen mittels Abschleppwagen muss eine durchgehende Beleuchtung inkl. Richtungsanzeiger vorhanden sein. Dieses wird z. B. mit einem Beleuchtungsbalken erreicht, der am Heck des gezogenen Fahrzeuges angebracht und in der Anhängersteckdose des ziehenden Fahrzeuges eingesteckt ist. Fahrzeuge über vier Tonnen dürfen nicht mit einem Seil geschleppt (oder abgeschleppt) werden. Für das Schleppen (in Deutschland) ist eine sogenannte „Schleppgenehmigung“ zwingend erforderlich. Diese wird in der Regel von den Kfz-Zulassungsstellen ausgestellt. An Abschleppunternehmen werden jährlich gültige Pauschalgenehmigungen ausgestellt, die meistens nur für ein Bundesland gültig sind. Privatpersonen oder andere, die einen Schleppvorgang ausführen wollen, erhalten eine Einzelgenehmigung. In dieser sind in der Regel der genaue Tag, die Uhrzeit und die Strecke vermerkt, in welcher der Schleppvorgang durchgeführt werden darf. Die Nichteinhaltung dieser Vorschriften stellt eine Ordnungswidrigkeit dar und wird im Regelfall (BKat-OWi) mit 25 € verwarnt und kann im Schadensfall zum Verlust des Kaskoschutzes führen bzw. zu Regress im Haftpflicht-Versicherungsfall.
Beim Abschleppen wird ein Kfz auf eigener Achse per Seil oder Abschleppstange gezogen. Ein „Wegbringen“ eines liegengebliebenen Fahrzeuges auf einer Pritsche oder einem Anhänger nennt man dagegen Transport oder Bergung.
Fahrzeuge mit Automatikgetriebe dürfen oft nur sehr kurze Strecken oder eventuell gar nicht abgeschleppt werden. Hier hilft ein Blick in die Betriebsanleitung. Bei elektronisch angesteuerten Getrieben ist es beim Ausfall nicht möglich, in die N-Position zu schalten. Dann kann das Fahrzeug nicht abgeschleppt werden.
Das Abschleppen auf eigener Achse bildet keinen „Zug“. Es gelten hier nicht die StVO-Regelungen über die maximale Fahrzeug-Zuglänge und die maximal zulässigen Anhängelasten. Wenn aber ein abzuschleppendes Kfz, z. B. Lkw mit Anhänger oder Auflieger, abgekoppelt werden kann, darf nicht zusammen abgeschleppt werden. Ausnahmsweise darf mit Anordnung und mit Eskorte der Polizei auch der Zug geschleppt werden, wenn das Verbleiben eines Zugteils im Verkehrsraum eine größere Gefahr darstellen würde als das Schleppen des Zuges (z. B. auf der Autobahn bis zu einem Parkplatz, wo der Anhänger geparkt werden kann oder bis zur nächsten Ausfahrt). Dann muss vom Autobahnparkplatz aus die Abschleppfahrt mit den beiden getrennten Einheiten fortgesetzt werden. Die Autobahnparkplätze dürfen auch nicht dauerhaft als Abstellfläche liegengebliebener Fahrzeuge oder Anhänger missbraucht werden, weil dieses ansonsten eine unerlaubte Sondernutzung wäre.
Gewerblich verwendete Fahrzeuge (Abschleppwagen, Lkw zur Fahrzeugbeförderung, sog. „Bergungs-Kfz“, Werkstattwagen) müssen über eine Warnmarkierung nach DIN 30710 verfügen (Sicherheitskennzeichnung nach DIN 30710 (Warnmarkierung) nach RSA-95). Sie müssen außerdem mit einer oder mehreren Kennleuchten für gelbes Blinklicht ausgestattet sein (§ 52 Abs. 4 Nr. 2 StVZO).
Das gewerbliche Abschlepppersonal muss bei Abschleppvorgängen die rechtlichen Vorschriften (neben der Straßenverkehrsordnung auch die Unfallverhütungsvorschriften) beachten, insbesondere entsprechende Warnkleidung in Orange-Rot tragen. Das Absicherungsmaterial besteht in der Regel aus mindestens fünf Leitkegeln, drei Warndreiecken, zwei Warnleuchten, zwei Unterlegkeilen und einer weiß-roten Warnflagge.

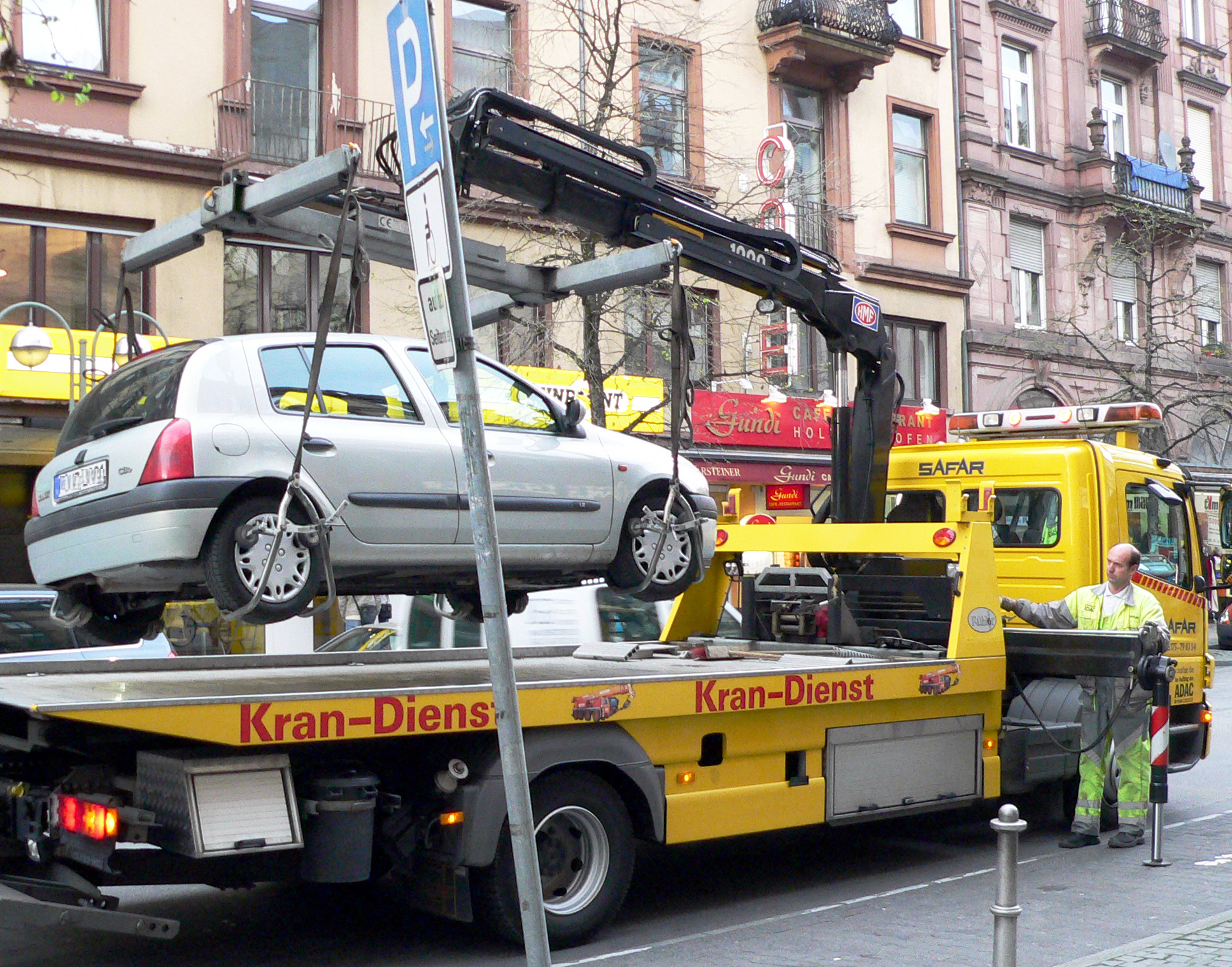
Ein falsch geparktes Auto am Haken

Die Polizei ordnet regelmäßig Abschleppungen für Kraftfahrzeuge an, die die öffentliche Sicherheit stören. Sie dienen der Sicherstellung (Eigentumssicherung bei gestohlenen Fahrzeugen), zur Abwehr einer Gefahr bzw. als Ersatzvornahme (z. B. auslaufendes Öl, Abschleppen von Falschparkern) oder der Beschlagnahme (z. B. Spurensicherung bei der Strafverfolgung oder Einziehung).

### Deutschland
In Deutschland ist das Abschleppen in § 15a StVO normiert. Abschleppen ist generell nur erlaubt, wenn ein Nothilfegedanke zugrunde liegt, also das liegengebliebene Fahrzeug z. B. im Verkehrsraum eine Gefahr für andere Verkehrsteilnehmer darstellt. Liegt der Nothilfegedanke nicht zugrunde, handelt es sich um „Schleppen“. Krafträder ohne Seitenwagen dürfen nicht abgeschleppt werden.
Wird ein Fahrzeug mittels Abschleppstange oder -seil abgeschleppt, müssen beide Fahrzeuge die Warnblinkanlage eingeschaltet haben (sinnvoll ist hierbei dennoch das Betätigen des Blinkers beim Abbiegen, da insbesondere modernere Kfz dabei temporär die Warnblinkfunktion deaktivieren und eine Richtungsanzeige erfolgt). „Derjenige Verkehrsteilnehmer, der mit seinem Fahrzeug abbiegen möchte, muss dies gemäß § 9 Abs. 1 Satz 1 StVO unter Verwendung der Fahrtrichtungsanzeiger rechtzeitig und deutlich ankündigen. Wenn die Betätigung des seitlichen Fahrtrichtungsanzeiger von anderen Verkehrsteilnehmern nicht wahrgenommen werden kann, weil die Warnblinklichtanlage des Fahrzeugs eingeschaltet ist, dann entbindet dies trotzdem nicht von der Pflicht, die beabsichtigte Richtungsänderung des Fahrzeugs den anderen Verkehrsteilnehmern deutlich zu machen (Burmann/Heß/Hühnermann/Jahnke/Janker, Straßenverkehrsrecht, 24. Auflage 2016, § 15a Rdn 4; Hentschel/König/Dauer, Straßenverkehrsrecht, 43. Auflage 2015, § 15a StVO Rdn 2). Richtigerweise ist die Warnblinklichtanlage zu diesem Zweck für die Zeit des Abbiege-Vorgangs auszuschalten (ebenso OLG Hamm NJW-RR 2011, 1666).“ OLG Düsseldorf, I-1 U 158/15
Beim Abschleppen mittels Abschleppwagen (zulassungsrechtlich eine Arbeitsmaschine) muss eine durchgehende Beleuchtung mit Fahrtrichtungsanzeigern vorhanden sein (StVO).
Auf Autobahnen ist ein Abschleppen nur bis zur nächsten Ausfahrt erlaubt, es sei denn, es liegt eine Ausnahmegenehmigung in Form einer Einzelgenehmigung oder Dauerausnahmegenehmigung vor (meistens auf maximal 100 km um den Betriebssitz des Abschleppdienstes beschränkt).
Beim Abschleppen darf nicht auf Autobahnen eingefahren werden. Liegengebliebene Krafträder dürfen nicht abgeschleppt werden. Der Abschleppvorgang darf maximal bis zur nächsten Stelle durchgeführt werden, an der das liegengebliebene Fahrzeug keine Gefahr mehr darstellt bzw. bis an die nächste geeignete Werkstatt.

#### Abschleppen verbotswidrig geparkter Fahrzeuge
Beim Entfernen verbotswidrig geparkter Fahrzeuge kommt es darauf an, ob das Kraftfahrzeug auf öffentlichem oder privatem Grund und Boden steht. Wer öffentlichen Verkehrsraum verkehrswidrig zum Parken benutzt, muss beispielsweise im Haltverbot, bei gekennzeichneten Behindertenparkflächen, auf Zebrastreifen, bei Anwohnerparkplätzen oder abgelaufenen Parkuhren damit rechnen, dass das Fahrzeug abgeschleppt wird. In Schleswig-Holstein z. B. wird meistens in folgenden Fällen abgeschleppt:
1. Parken auf einem Behindertenplatz. In Fällen, in denen ein Parkplatz für einen bestimmten Schwerbehinderten reserviert wurde (durch ein spezielles Zusatzschild gekennzeichnet), werden alle anderen Fahrzeuge, auch von anderen Schwerbehinderten, abgeschleppt.
2. Parken an Stellen, an der der Straßenverkehr behindert wird, z. B. auch, wenn Fußgänger, Radfahrer usw. auf die Straße ausweichen müssen.
3. Parken vor Ein- bzw. Ausfahrten von Grundstücken, Garagen, Höfen, Krankenhäusern, der Feuerwehr, Tiefgaragen usw., wenn jemand die Einfahrten befahren oder verlassen will, bei schmalen Straßen auch gegenüber (Mindestrestbreite der Straße: 3 m)
4. Zuparken anderer Pkw in zweiter Reihe auf der Straße oder in dritter Reihe auf großen Parkplätzen außerhalb der Fahrbahnmarkierungen.
5. Parken nach der Einrichtung von mobilen Haltverbotszonen, die z. B. für Bauarbeiten oder Umzüge eingerichtet wurden
6. Parken in einer gekennzeichneten Ladezone eines Geschäftes, wenn ein Zulieferer dort entladen will,
7. Parken in einer Feuerwehranfahrtszone,
8. zur Eigentumssicherung, oder wenn der Fahrer bzw. der Pkw nicht mehr verkehrstauglich ist, und es keine andere Möglichkeit zum Entfernens des Fahrzeuges gibt.

Wegen der negativen Vorbildwirkung von falsch parkenden Kfz sind die Überwachungsbehörden (Polizei, Stadtverwaltungen) vermehrt dazu übergegangen, z. B. auch bei mehreren freien Behindertenparkplätzen grundsätzlich immer abschleppen zu lassen.
Bei unberechtigtem Parken auf Privatgrund kann der Eigentümer oder Mieter der blockierten Parkfläche grundsätzlich das Fahrzeug abschleppen lassen. Auch hier ist der Grundsatz der negativen Vorbildwirkung immer häufiger ein Grund, um abschleppen zu lassen. Der Auftraggeber muss jedoch zunächst auf eigene Rechnung den Abschleppvorgang bezahlen und kann dann auf dem Rechtsweg die Kosten beim Störer geltend machen. Hier wird teilweise von den Hausrechtsinhabern auf Dritte (Dienstleister) zurückgegriffen. Landesrechtlich kann der Verstoß gegen Vorschriften über das Parken auf privatem Grund eine Ordnungswidrigkeit darstellen.
Vom Abschleppen zu unterscheiden ist das Umsetzen. Grundsätzlich handelt es sich dabei um einen Abschleppvorgang, das Fahrzeug wird aber nicht in eine Verwahrung transportiert, sondern nur zu einem anderen freien Parkplatz in der näheren Umgebung. Der neue Standort kann bei der Polizei erfragt werden. Der Vorteil der Umsetzung besteht in einem deutlich schnelleren Abarbeiten der Aufträge, da lange An- und Abfahrtswege entfallen und somit Personal und Material schneller wieder zur Disposition bereitstehen.

#### Abschleppkosten
Die Abschleppkosten sind vom Fahrer zu entrichten. Kann der Fahrer nicht ermittelt werden, haftet der Fahrzeughalter.

##### Ansprüche der Abschleppfirma
Wenn der Fahrer nach Benachrichtigung einer Abschleppfirma noch vor dem Beginn der Verladung erscheint und sein Fahrzeug entfernt, werden trotzdem immer noch Kosten für eine Leerfahrt des Abschleppfahrzeuges fällig.

##### Verwaltungsgebühren
Außerdem fallen nach den jeweiligen Verwaltungsvollstreckungsgesetzen der Länder Verwaltungsgebühren an, die als Pauschale durch einen Gebührenbescheid erhoben werden. Die Gebühren sollen die Kosten für den Polizeieinsatz abdecken.
In Nordrhein-Westfalen kann das Ordnungsamt gem. §§ 15 Nr. 7 VO VwVO NRW, 77 Abs. 1 S. 1 VwVG NRW, für das Abschleppen eines zugelassenen Fahrzeuges eine Verwaltungsgebühr von 30 € bis 180 € erheben, solange keine spezielleren Gesetze einschlägig sind (z. B. § 22 Abs. 1 S. 2 StrWG NRW). In diesem Rahmen können auch die Kosten des Verwaltungsaufwands des jeweiligen Beamten nach dem Richtwerte-Erlass 2024 NRW erhoben werden.
Hat das Ordnungsamt die Kosten des Abschleppunternehmers schon vorgestreckt, so sind diese gem. §§ 20 Abs. 2 Nr. 7 VO VWVG NW, 77 Abs. 1 S. 1 VwVG NRW ersatzfähig. Hinzu kommt noch ein Bußgeld.
Erfolgte die Abschleppmaßnahme durch die Polizei, erhebt diese ihre Gebühren aus den Gebührenkatalogen der AVwGebO NRW, §§ 2 Abs. 1, 2 S. 1 GebG NRW, ebenfalls solange keine spezielleren Gesetze einschlägig sind.
Für eine vergebliche Anfahrt (Leerfahrt) kann der Abschleppunternehmer eine Wegegebühr verlangen, welche der Hin- und Rückfahrt entspricht. Verwahrgebühr entfällt hier.
In seltenen Fällen kann die Polizei ein Fahrzeug kostenfrei woanders hin bewegen lassen. Das kann beispielsweise bei fehlerhafter Beschilderung der Fall sein.

##### Ansprüche von Grundstücksbesitzern

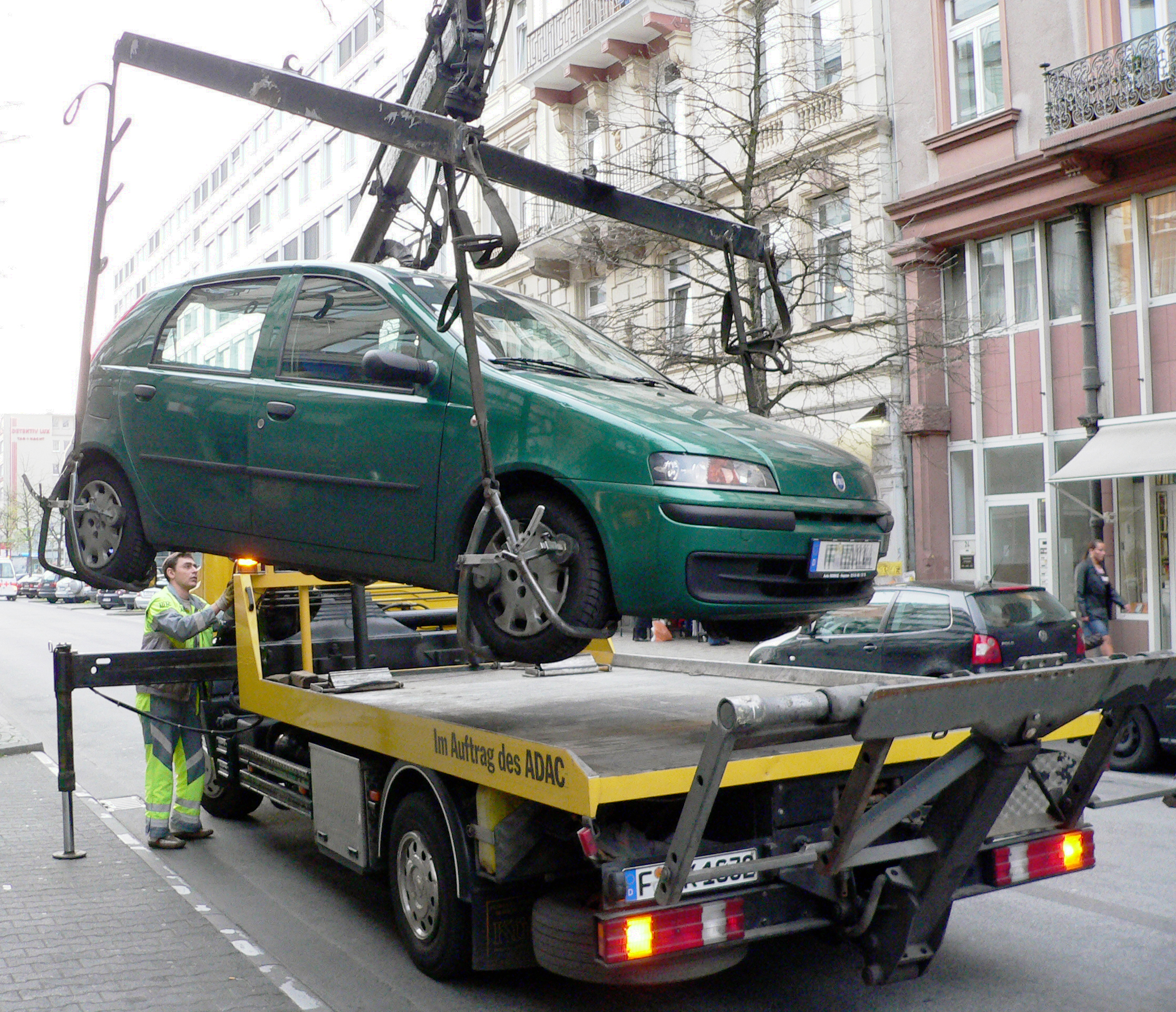
Berge- und Abschleppwagen

Das unberechtigte Abstellen von Autos auf Privatgrundstücken ist rechtlich verbotene Eigenmacht gem. § 858 Abs. 1 BGB des Fahrers und des Halters. Sie besteht entweder in Form der Besitzstörung oder in Form der teilweisen Besitzentziehung.
Der Grundstücksbesitzer kann das Fahrzeug abschleppen lassen und dabei seine Aufwendungen aus Geschäftsführung ohne Auftrag (§§ 677, 683 S. 1, 670 BGB) ersetzt verlangen. Das auch-fremde Geschäft und der mutmaßliche Wille des Geschäftsherrn liegen darin, dass der Geschäftsherr bei Besitzstörung von seiner Pflicht aus § 862 Abs. 1 S. 1 BGB bzw. bei teilweiser Besitzentziehung von jener aus § 861 Abs. 1 S. 1 BGB frei wird. Dem Geschäftsführer steht ein Selbsthilferecht bei Besitzstörung aus § 859 Abs. 13 BGB bzw. bei teilweiser Besitzentziehung aus § 859 Abs. 3 BGB zu, sodass er gleichzeitig ein eigenes Geschäft führt.
Ersatzfähige Aufwendungen sind die reinen Abschleppkosten und alle weiteren Kosten, die im Zusammenhang mit der Vorbereitung des Abschleppvorgangs entstanden
sind: Halteranfrage gem. § 39 StVG; Zuordnung des Fahrzeugs in eine bestimmte
Fahrzeugkategorie; Anfordern eines geeigneten Abschleppfahrzeugs; Kosten für Maßnahmen der Beweissicherung, um unberechtigte Schadensersatzansprüche wegen angeblicher Beschädigungen abwehren zu können. Auch Verwahrungskosten sind ersatzfähig, weil dem Grundstücksbesitzer nicht zugemutet werden kann, durch ein Abstellen des abgeschleppten PKWs auf einem öffentlichen Parkplatz mit Haftungsrisiken belegt zu werden.
Zur Durchsetzung des Anspruchs steht dem Grundstücksbesitzer als Geschäftsherrn (oder üblicherweise wegen Abtretung an diesen: dem Abschleppunternehmer) ein Zurückbehaltungsrecht aus § 273 BGB zu. Er darf die Auskunft über den Standort des Autos nach dem Abschleppen verweigern, bis die Kosten für das Abschleppen gezahlt sind. Fordert der Abgeschleppte als Geschäftsherr die Herausgabe seines Fahrzeugs, ohne aber zur Zahlung bereit zu sein, liegt zwar kein mutmaßlicher Wille mehr vor und die Geschäftsführung ohne Auftrag endet. Er gerät dann jedoch gem. § 298 in Annahmeverzug. Der Geschäftsherr kann sodann alle weiteren Kosten, insbesondere weitere Verwahrungskosten, dann gem. § 304 als Mehraufwendungsersatz geltend machen.
Unklar ist, ob das auch bei bloßer Überschreitung der Parkzeit auf Supermarktparkplätzen gilt. Bisher hat der Bundesgerichtshof nur über Fälle entschieden, wo Autofahrer von Anfang an nicht berechtigt waren, ihren Wagen auf dem fraglichen Grundstück abzustellen. Gerichte urteilen häufig so. Ex-OLG-Hamm-Richter Uwe Liebheit meint: Nur bei von Anfang an unberechtigtem Parken und nicht bei Überschreiten der Parkzeit ist es als Selbsthilfe zulässig, falsch abgestellte Wagen abschleppen zu lassen.

##### Kritik an überhöhten Rechnungen
Der ADAC kritisierte 2008 indessen Abschleppunternehmen, die überhöhte Rechnungen von bis zu 300 € ausstellen. Häufig werden auch Fahrzeuge von Supermarkt-Parkplätzen außerhalb der Ladenöffnungszeit abgeschleppt. Das Landgericht Hamburg entschied, dass eine Rechnung über 250 € überhöht gewesen sei, und sah 120 € Abschleppkosten zuzüglich 10 € Verwahrungskosten pro Tag als angemessen an. Inzwischen gibt es zahlreiche weitere Urteile, wonach Parkplatzmanagement-Unternehmen Falschparkern einen erheblichen Teil der Rechnungsbeträge zu erstatten haben.

### Bergungskosten
Die Kosten für die Bergung und den Transport eines liegengebliebenen Fahrzeugs (bis 3,5 t) samt Fahrer zur nächstgelegenen Vertragswerkstatt werden von Automobilclubs für deren Mitglieder in der Regel übernommen. Voraussetzung und gleichzeitig Berechtigungnachweis ist ein vorzuzeigender Schutzbrief (Kraftfahrzeug). Darüber hinaus können Wünsche zu einer anderen Werkstätte z. B. am Wohnort des Fahrzeughalters vereinbart werden, die Ausführung führt jedoch zu den anfallenden Kosten, welche durch den Versicherten zu tragen sind. Mitreisende außer dem Fahrzeugführer dürfen beim Abschleppvorgang nicht mitgenommen werden.
Der Fahrer des Abschleppdiensts muss auch unter Eigensicherung (Warnkleidung) liegengebliebene Großteile des Fahrzeugs mitnehmen und fahrzeugzugehörige Scherben an den Fahrbahnrand befördern.
Bei unklarer Gefahrenlage und schwieriger Verkehrssituation kann er für die Bergungsarbeiten Amtshilfe durch die Polizei verlangen, welche dann eine Verkehrssicherungsmaßnahme durchführen muss.

### Allgemeine Vorschriften
Der Fahrer des ziehenden Fahrzeugs muss eine für dieses Fahrzeug gültige Fahrerlaubnis besitzen. Im gezogenen Fahrzeug muss eine Person sitzen, die in der Lage ist, das Fahrzeug zu lenken und die Bremsen zu bedienen (keine gültige Fahrerlaubnis notwendig).
Ein Fahrzeug, das noch aus eigener Kraft fahren kann, darf nicht abgeschleppt werden.
Fahrzeuge mit Allradantrieb und/oder Automatikgetriebe sollten bevorzugt mit einer Hubbrille an der Antriebsachse oder komplett verladen transportiert werden. Viele Hersteller gestatten jedoch eine gewisse Schleppdistanz, welche meistens im Betriebshandbuch des Fahrzeugs zu erfahren ist. Meistens gilt bei Automatikgetrieben die 50/50-Regel. Das heißt maximal 50 km Distanz mit maximal 50 km/h.
Wenn man ein Kraftfahrzeug nur zum Zweck des Motorstarts schleppt, so spricht man von Anschleppen. Dies ist eine Sonderform des Abschleppens, der Fahrer des gezogenen Fahrzeugs braucht keine Fahrerlaubnis. Nachdem der Motor angesprungen ist, ist umgehend anzuhalten und die Verbindung der Fahrzeuge zu trennen. Ab da gelten wieder die normalen Vorschriften.
Ist bei dem liegengebliebenen Kfz die Bremsanlage defekt, oder ist es schwerer als 4 Tonnen, dann darf kein Abschleppseil mehr benutzt werden, sondern es muss eine Abschleppstange verwendet werden.

## Österreich
In Österreich sind folgende Möglichkeiten des Abschleppens erlaubt:
- Seil (wenn die Lenkung und eine mit der Wirkung der Hilfsbremse arbeitende Bremsanlage funktionieren);
- Stange (wenn die Lenkung funktioniert (wobei unklar ist, ob unter diese Forderung auch eine funktionierende Servo-Lenkungsunterstützung zählt) – in diesem Fall muss das ziehende Fahrzeug wesentlich schwerer sein als das gezogene);
- Hubbrille, Abschleppachse oder Kranwagen (wenn die Lenkung nicht funktioniert).

Beim Abschleppen besteht – außer wenn eine Hubbrille oder ein Kranwagen verwendet wird – ein Tempolimit von 40 km/h. Die Warnblinkanlage darf eingeschaltet sein, Richtungsänderungen müssen aber dann per Hand angezeigt werden.
Auf Autobahnen ist ein Abschleppen nur bis zur nächsten Ausfahrt, auf Autostraßen bis zur nächsten Kreuzung erlaubt.

## Schweden
In Schweden gilt eine maximale Höchstgeschwindigkeit von 40 km/h, auch beim Abschleppen mittels Abschleppwagen (in der Brille/Gehänge eine Achse angehoben) – selbst auf Autobahnen. Die Geldstrafe bei Überschreiten dieser Höchstgeschwindigkeit beträgt etwa 500 €.

## Eisenbahnverkehr

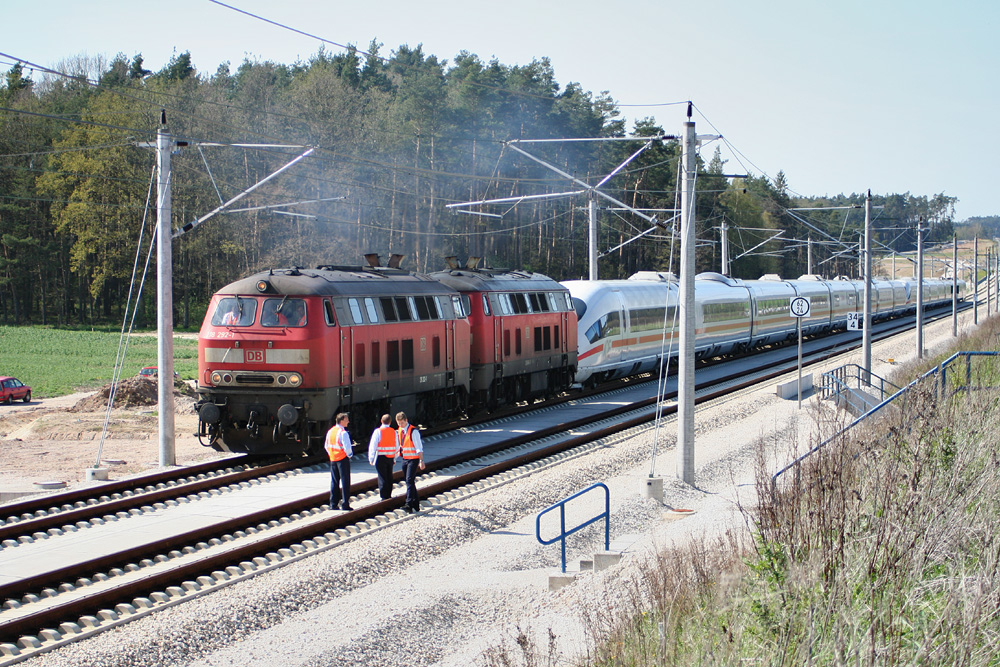
Zwei Lokomotiven der Baureihe 218 schleppen eine ICE-3-Doppelgarnitur auf der Schnellfahrstrecke Nürnberg–Ingolstadt ab.

Auch im Schienenverkehr müssen Triebfahrzeuge, die sich aus eigener Kraft nicht mehr bewegen können oder dürfen, (ab)geschleppt werden. Ist das zu befördernde Fahrzeug noch betriebsfähig, so spricht man von schleppen, andernfalls von abschleppen.
Eine wichtige Voraussetzung für das Schleppen eines Schienenfahrzeuges durch ein anderes ist die Kompatibilität der Kupplungen zwischen den Fahrzeugen, welche durch zwei gleichartige Kupplungen oder eine Notkupplung zur Verbindung unterschiedlicher Kupplungsbauarten hergestellt wird. Die meisten europäischen Schienenfahrzeuge sind mit Schraubenkupplungen ausgestattet und können somit von anderen Fahrzeugen mit Schraubenkupplung geschleppt werden. In amerikanischen Ländern besitzen die meisten Fahrzeuge eine Mittelpufferkupplung der Bauart Janney, während in Osteuropa und Nordasien, beispielsweise in Russland, die Bauart SA-3 weit verbreitet ist.
Häufig ist es notwendig, neben der mechanischen Verbindung zwischen schleppendem und geschlepptem Fahrzeug auch die Bremsverbindung über das Kuppeln der Hauptluftleitung herzustellen. Darüber hinaus kann es nötig beziehungsweise sinnvoll sein, weitere Komponenten wie Hauptluftbehälterleitung oder Zugsammelschiene zu kuppeln.
In Europa besitzen Triebzüge wie beispielsweise der ICE oder viele Nahverkehrstriebwagen Mittelpufferkupplungen der Bauart Scharfenberg, die nicht mit den Schraubenkupplungen der anderen Fahrzeuge kompatibel sind. Damit diese Züge von Lokomotiven mit Schraubenkupplung abgeschleppt werden können, führen viele dieser Fahrzeuge eine Notkupplung mit, die eine mechanische und pneumatische Verbindung zwischen Scharfenberg- und Schraubenkupplung herstellt. Diese Notkupplung ist meist im Maschinenraum deponiert und kann innerhalb kurzer Zeit durch zwei Personen montiert werden.